# گری فرانس
گری فرانس (انگلیسی: Gary France؛ زادهٔ ۱۵ مهٔ ۱۹۴۶) بازیکن فوتبال اهل بریتانیا است.
از باشگاه‌هایی که در آن بازی کرده‌است می‌توان به باشگاه فوتبال استالی‌بریج سلتیک، باشگاه فوتبال بری، و باشگاه فوتبال برنلی اشاره کرد.